# Union Pacific 4000
Az Union Pacific 4000, becenevén a Big Boy az Egyesült Államok legutolsó és egyben a világ leghosszabb, 4-8-8-4 tengelyelrendezésű gőzmozdonysorozata volt. A mozdonyt eleve a Wyomingon és a Utah állambeli Wasatch-hegységen átvezető meredek, más mozdonyok számára igen gyötrelmes útra tervezték. A mozdonyokat az ALCO gyártotta 1941 és 1944-ben. A széria onnan kapta a nevét, hogy még a gyártás folyamán az üzemben egy szerelő krétával ráfirkálta az egyik gép füstszekrényére, hogy Big Boy, azaz Nagy Fiú. Később a mozdonyra ráragadt ez a becenév.

## Alkalmazásuk
Ezek a gépek túl hosszúak és túl nehezek voltak ahhoz, hogy más vasutakon is közlekedhessenek, így csak a UP vonalain lehetett találkozni velük. A mozdonyhoz alkalmazkodva a Union Pacific a világ legnagyobb átmérőjű fordítókorongját építette meg.
Olyan erősek voltak, hogy képesek voltak minden segítség nélkül a 100 kocsiból álló, 3660 tonnás vonatot a 2443 méter magas, wyomingbeli Sherman hegyre az 1:65 meredekségű emelkedőn felvontatni. Amikor 1:122 maximális emelkedésű új pályát építettek, akkor ezek a 6290 lóerős, 4-8-8-4 tengelyelrendezésű gépek már 6100 tonnás szerelvényeket húztak. Erejüket mi sem bizonyítja jobban, mint hogy nyugdíjba vonulásukkor a Union Pacific ezeket a gőzösöket csak öt dízelgéppel tudta helyettesíteni.
A sorozat történetéhez hozzátartozik a Union Pacific Challenger sorozat is. A szerelvényeket a nagy emelkedőkön egy Big Boy húzta, egy Challenger tolta. A Challenger tengelyelrendezése 4-6-6-4 volt.
A sorozatot az 1950-es évek végén vonták ki a forgalomból.

## Megőrzésük
A 25 mozdonyból jópár megmaradt mint szobormozdony vagy múzeumi kiállítási tárgy.

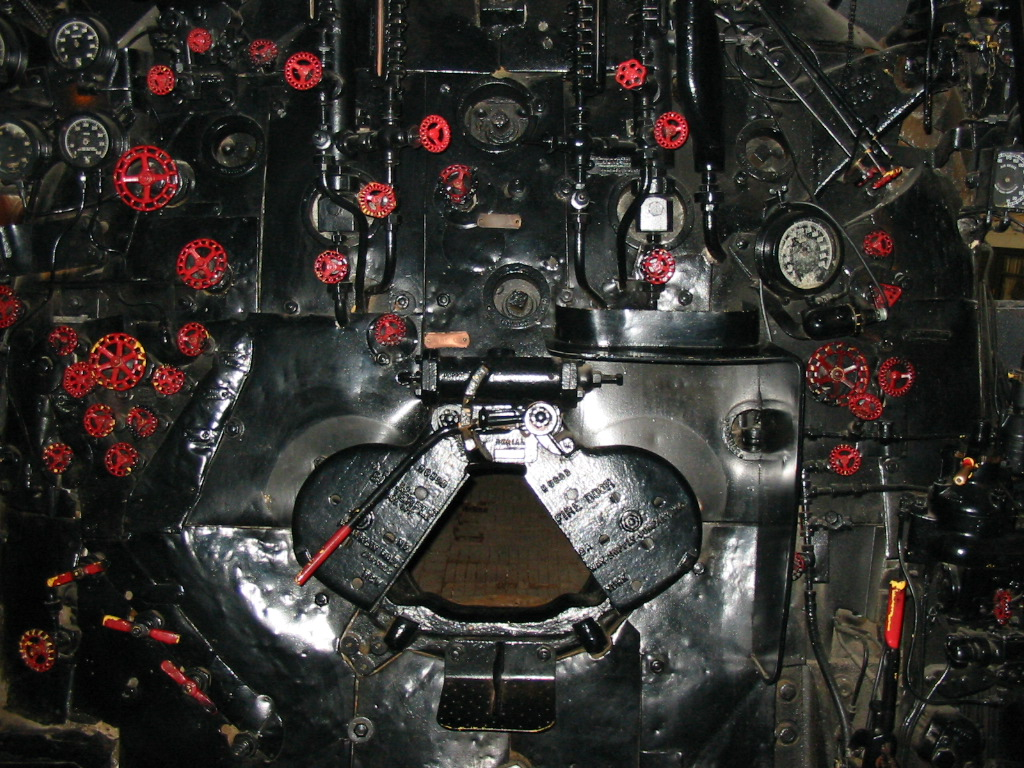
A mozdony konyhája

- 4004: Holliday Park, Cheyenne, Wyoming.
- 4005: Forney Transportation Museum, Denver, Colorado
- 4006: Museum of Transportation, St. Louis, Missouri
- 4012: Steamtown National Historic Site, Scranton, Pennsylvania
- 4014: Railway and Locomotive Historical Society, Southern California Chapter, Fairplex, Pomona, Kalifornia
- 4017: National Railroad Museum, Green Bay, Wisconsin
- 4018: Museum of the American Railroad, Dallas, Texas
- 4023: Kenefick Park, Omaha, Nebraska

A 4014-es egységet a Union Pacific működőképes formában újjáépítette, első útját 2019 májusban tette meg.